# 特殊处理
特殊处理（Sonderbehandlung）是纳粹官员和党卫队对納粹德國實施的大规模屠杀的委婉代称，通常在文件中被缩写为“S.B.”。1939至1941年间，党卫队医生执行T-4行动，杀害精神病患和残障人士，此時納粹德國當局就開始用特殊处理代指此類屠殺事件。纳粹还用特殊处理来指代他们用来实施罪行的设备——如毒气室、齊克隆B。
学者Berel Lang曾表示，纳粹“不仅会在向犹太人口颁布的讯息中”使用经过伪装的词语，“以图欺骗犹太人，将他们反抗的可能性降至最低，而且还在对外界发表的言论中使用这些词语，在其政权内部通讯中也是如此。”